# Ixtaczoquitlán
La municipalité de Ixtaczoquitlán est l'une des 212 municipalités de l'État de Veracruz, et est située dans la partie centrale de cet État. Elle se situe à l'ouest du golfe du Mexique, sur les contreforts de la chaîne de montagnes de la Sierra Madre orientale, et fait partie du bassin versant de la rivière Río Blanco, affluent nord du fleuve Río Papaloapan. Son chef-lieu est la ville éponyme de Ixtaczoquitlán. Elle dépend de la région administrative de Las Montañas, qui est une des 10 subdivisions administratives de l'État de Veracruz. Elle fait également partie de la "Zona metropolitana de Orizaba", qui regroupe autour de la ville de Orizaba les municipalités faisant partie de sa sphère d'influence.

## Géographie
La municipalité de Ixtaczoquitlán s'étend du nord au sud entre les villes de Córdoba et d'Orizaba. Elle est traversée d'ouest en est par la rivière Río Blanco, qui reçoit les eaux de plusieurs affluents, dont celles du Río Metlac, qui forme sa limite orientale. Assise sur les contreforts de la chaîne de montagnes de la Sierra Madre orientale, son altitude oscille entre 700 et 1700 mètres. Son chef-lieu, la ville éponyme de Ixtaczoquitlán, se situe sur la rive nord du Río Blanco, et se trouve en situation de conurbation avec la ville d'Orizaba. Son territoire couvre une superficie de 137,4 km2, et était peuplé en 2020 de 74 004 habitants, pour une densité de 538,8 habitants par km2.
Cette municipalité fait partie de la Zona metropolitana de Orizaba (es), qui est composée des municipalités de Orizaba, Ixtaczoquitlán, Camerino Z. Mendoza, Río Blanco, Nogales, Mariano Escobedo, Ixhuatlancillo, Rafael Delgado, Atzacan, Maltrata, Huiloapan de Cuauhtémoc et Tlilapan, pour une population totale de 465 175 habitants.
Elle est limitrophe au nord-ouest de la municipalité d'Atzacan, à l'ouest de celles d'Orizaba, de Rafael Delgado, de Tlilapan, et de Magdalena, au sud de celle de Tequila, et à l'est de celles de Naranjal et de Fortín.

## Composition et démographie
La municipalité était composée en 2020 de 59 localités, dont 7 étaient considérées comme urbaines, les autres étant rurales.
| Localité            | Population |
| ------------------- | ---------- |
| Ixtaczoquitlán      | 30 131     |
| Cuautlapan          | 8002       |
| Sumidero            | 4559       |
| Tuxpanguillo        | 3884       |
| Campo Grande        | 3216       |
| Reste des localités | 24 012     |
| Total population    | 74 004     |

En plus de l'espagnol, plusieurs langues amérindiennes sont parlées dans la municipalité, dont les principales sont par ordre d'importance : le nahuatl, et de manière plus marginale le mazatèque, le zapotèque, le maya, le zoque, et le mixtèque.

## Climat
Le climat est tempéré et humide, avec des températures variant entre 10 °C et 32 °C. Le volume des précipitations annuelles s'élève à 1800 mm.

## Histoire
La ville d'Ixtaczoquitlán est connue au XVIe siècle sous le nom de Zoquitlán.
C'est le lieu de la bataille d'Escamela, en 1812, pendant la guerre d'indépendance, opposant José María Morelos et Pavón et les forces royalistes, pour la possession de la ville d'Orizaba.
En 1883, le siège de la municipalité est Escamela, puis en 1885, Ixtaczoquitlán, pour être à nouveau déplacé en 1925 vers la localité d'El Sumidero. Le siège revient cependant à Ixtaczoquitlán en 1926.

## Économie

### Agriculture et élevage
La superficie des parcelles semées représentait en 2019 une surface totale de 8353 hectares, parmi lesquels 5100 hectares étaient voués à la culture de la canne à sucre, 1545 hectares étaient voués à la culture du caféier, et 912 hectares étaient voués à la culture du maïs.
D'autres plantes sont cultivés dans la région : chayote, orange, papaye, mûre, etc[réf. nécessaire].
En 2020, la production de viande par tonnes comprenait 2 tonnes de viande bovine, 157,7 tonnes de viande porcine, 4,7 tonnes de viande ovine, 2200,9 tonnes de volailles, et 3,5 tonnes de dinde. La superficie vouée à l'élevage représentait alors 70 hectares.

## Politique
- Le président municipal se nomme Miguel Ángel Castelán Crivelli[2].

## Légende
Selon une légende, à l'époque de la présence espagnole, toutes les nuits dans le centre d'Ixtaczoquitlan, des sorciers nahuals faisaient évoluer des ombres à travers les rues, empêchant les habitants de sortir de leurs maisons, avant la 7e ou la 8e heure de la nuit. Et longtemps après, on disait encore aux enfants que le nahual ne les mangerait pas.

## Cas d'ovnis
Quelques cas d'ovnis auraient été observés, à l'œil nu, près d'Orizaba, dans la commune d'Escamela d'Ixtac, sur la colline d'Escamela. La construction d'un observatoire a été envisagée.